# 29 그리고 게이
《29 그리고 게이》(29th and Gay)는 미국에서 제작된 캐리 프레스톤 감독의 2005년 코미디 영화이다. 제임스 바스퀘즈, 니콜 마크스, 데이비드 맥빈, 마이크 도일, 애니 힐튼 등이 주연으로 출연하였다.

## 출연

### 주연
- 제임스 바스퀘즈
- 마이크 도일
- 니콜 마크스
- 데이비드 맥빈

### 조연
- 애니 힌턴
- 칼리 로차
- 마이클 에머슨